# BM-21 Grad
BM-21 Grad je sovětský salvový raketomet ráže 122 mm. Je určený k provádění soustředěných paleb na větší prostory protivníka a ničení palebných prostředků a bojové techniky. Zkonstruovaný byl v 60. letech 20. století a na veřejnosti se poprvé objevil roku 1964. Jedná se o reaktivní systém pro odpálení 40 kusů raket ráže 122 mm, který je umístěn na podvozku automobilu Ural-375D (6×6), v pozdějších letech na podvozku automobilu Ural-4320. Odpal raket je možný jak z kabiny řidiče, tak z okopu, střelbu z tohoto zařízení je možno provést jednotlivě či v salvách.
BM-21 Grad byl ze Sovětského svazu vyvážen do mnoha zemí světa, vznikaly různé obměny a varianty, raketomety se v různých verzích vyráběly i v zahraničí. Kromě toho vznikly v Československu, Polsku a Rumunsku verze, kdy odpalovací zařízení bylo umístěno na vozidla tamní produkce.

## Technické údaje
Raketa
- Ráže: 122,4 mm
- Délka: 2870 mm
- Hmotnost: 66 kg
- Hmotnost hlavice: 11,5 kg
- Počáteční rychlost: 690 m/s
- Dostřel: 20400 m

Nosič
- Obsluha: 6 osob
- Vlastní hmotnost: 10870 kg
- Hmotnost s raketami: 13710 kg
- Délka: 7350 mm
- Šířka přepravní: 2400 mm
- Šířka bojová 3010 mm
- Výška přepravní: 3090 mm
- Maximální bojová výška: 4350 mm
- Max. rychlost: 75 km/h
- Dojezd: 405 km
- Ráže odpalovacího zařízení: 122,4 mm
- Délka odpalovacích trubic: 3000 mm
- Doba salvy 40 raket: 20 s

## Uživatelé
Alžír, Angola, Bulharsko, ČAD, ČR, Slovensko (vlastní verze BM-21 s označením RM-70), Egypt, Etiopie, Finsko, Indie, Írán, Jemen, Jugoslávie (nást. státy), Kuba, Kypr, Kongo, Libanon, Maroko, Mali, Mosambik, Namibie, Nikaragua, Nigérie, Pákistán, Polsko, Somálsko, SSSR (nást. státy), Tanzanie, Ukrajina, Zambie

## Varianty
Systém má různé varianty, například:

### A-215 Grad-M

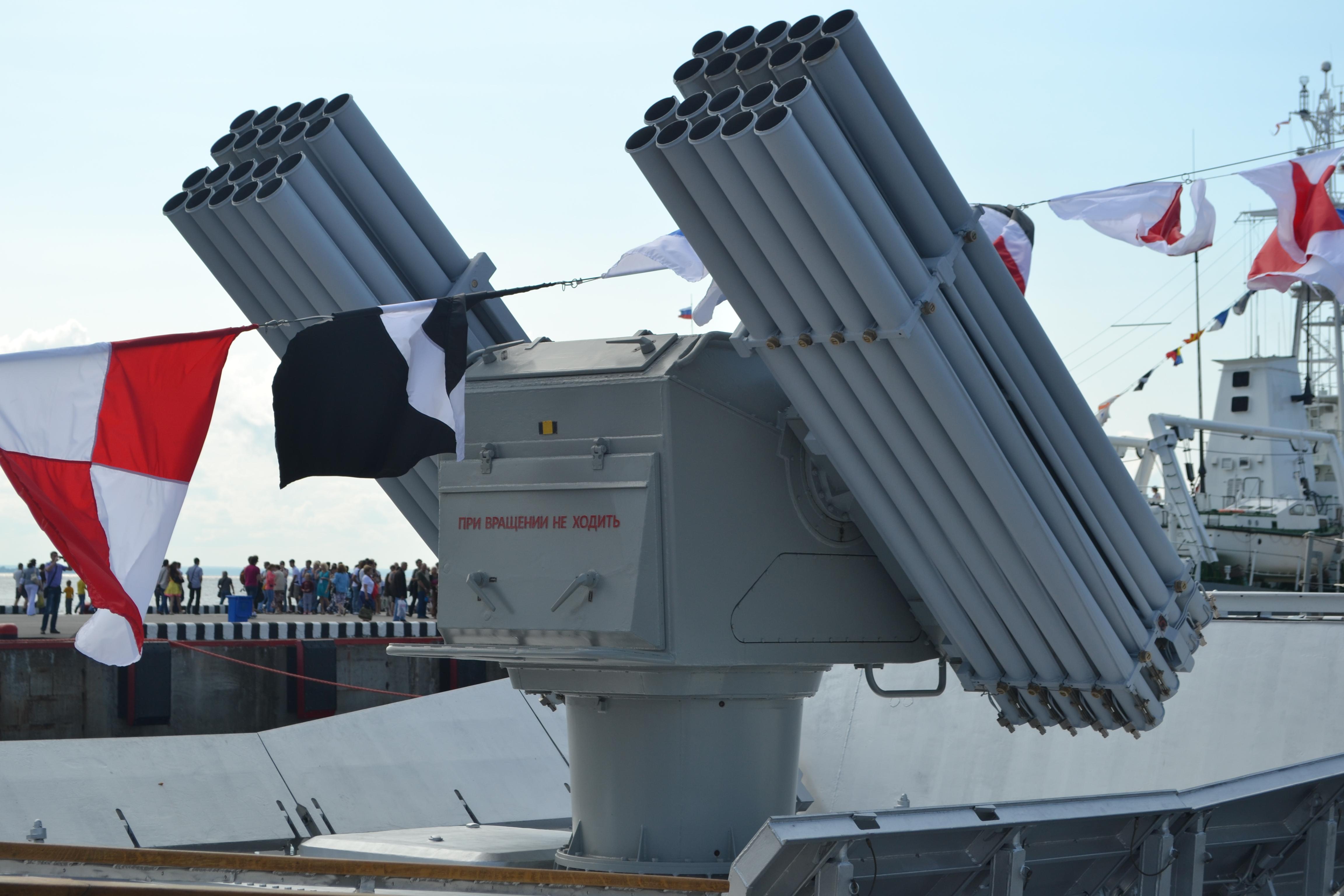
Námořní varianta - Grad-M

Námořní verze se 40 komorami pro rakety. Nasazená do služby byla v roce 1978.

## Galerie

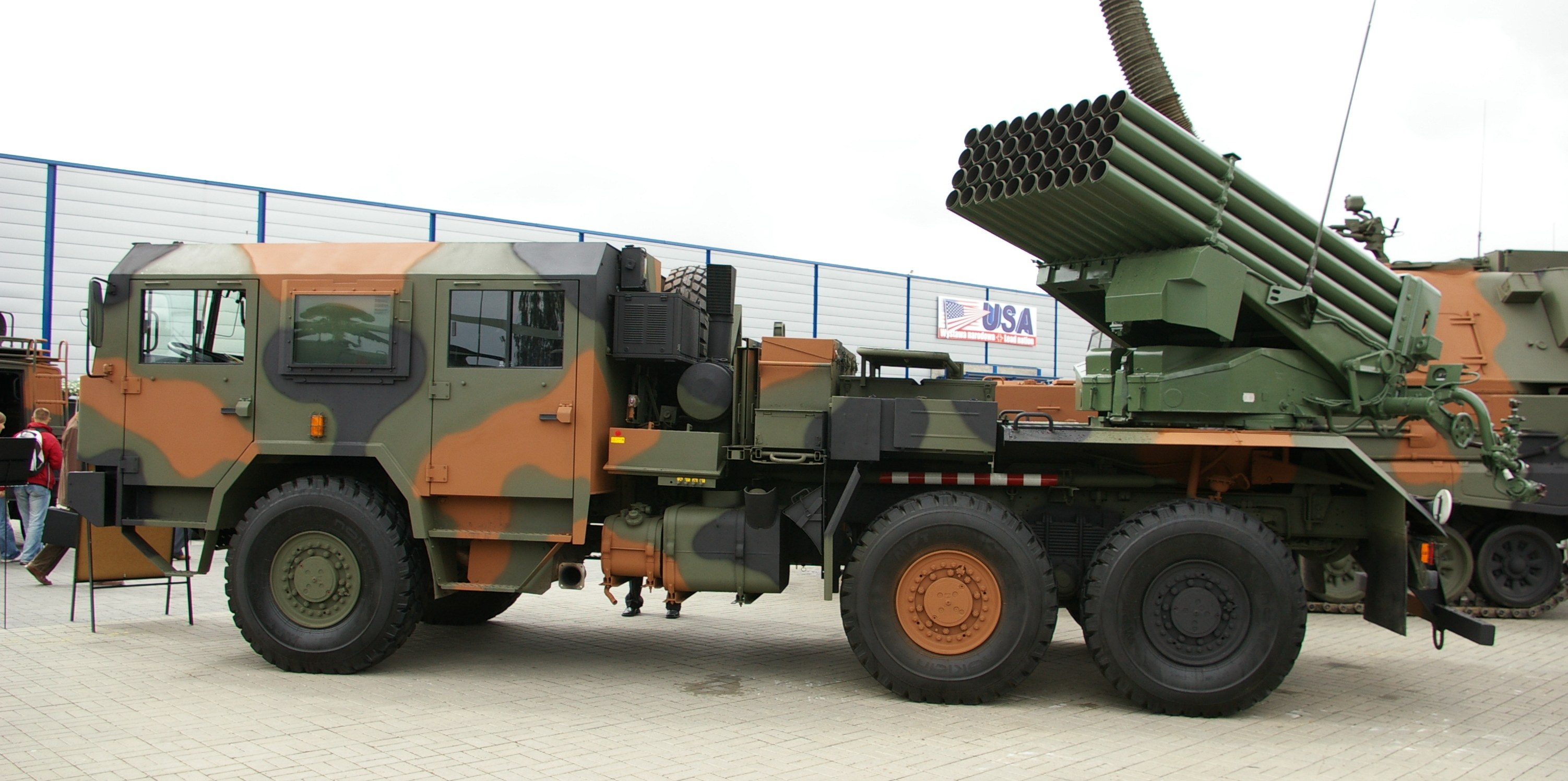
Polská verze WR-40 Langusta
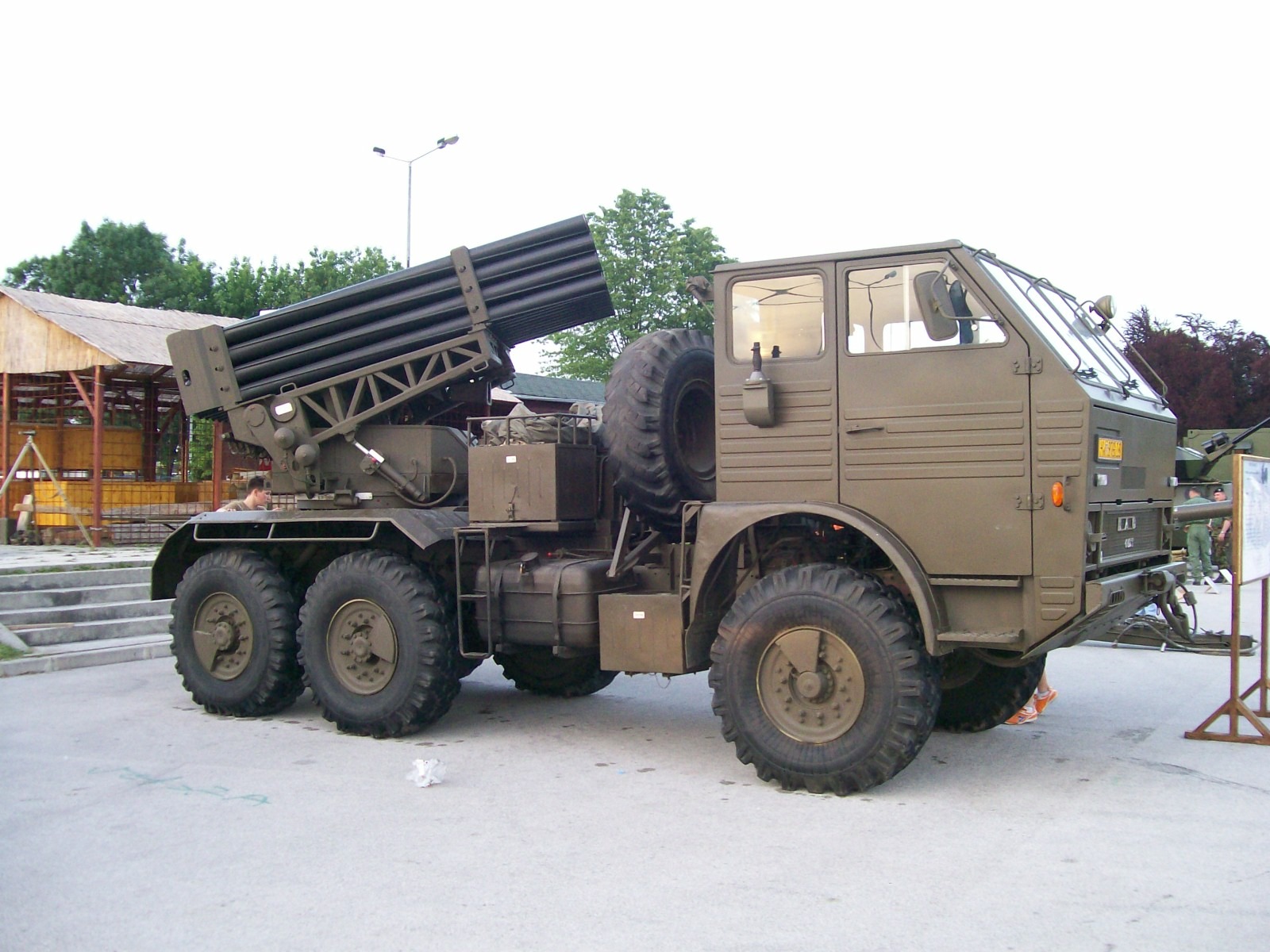
Rumunská verze APR-40
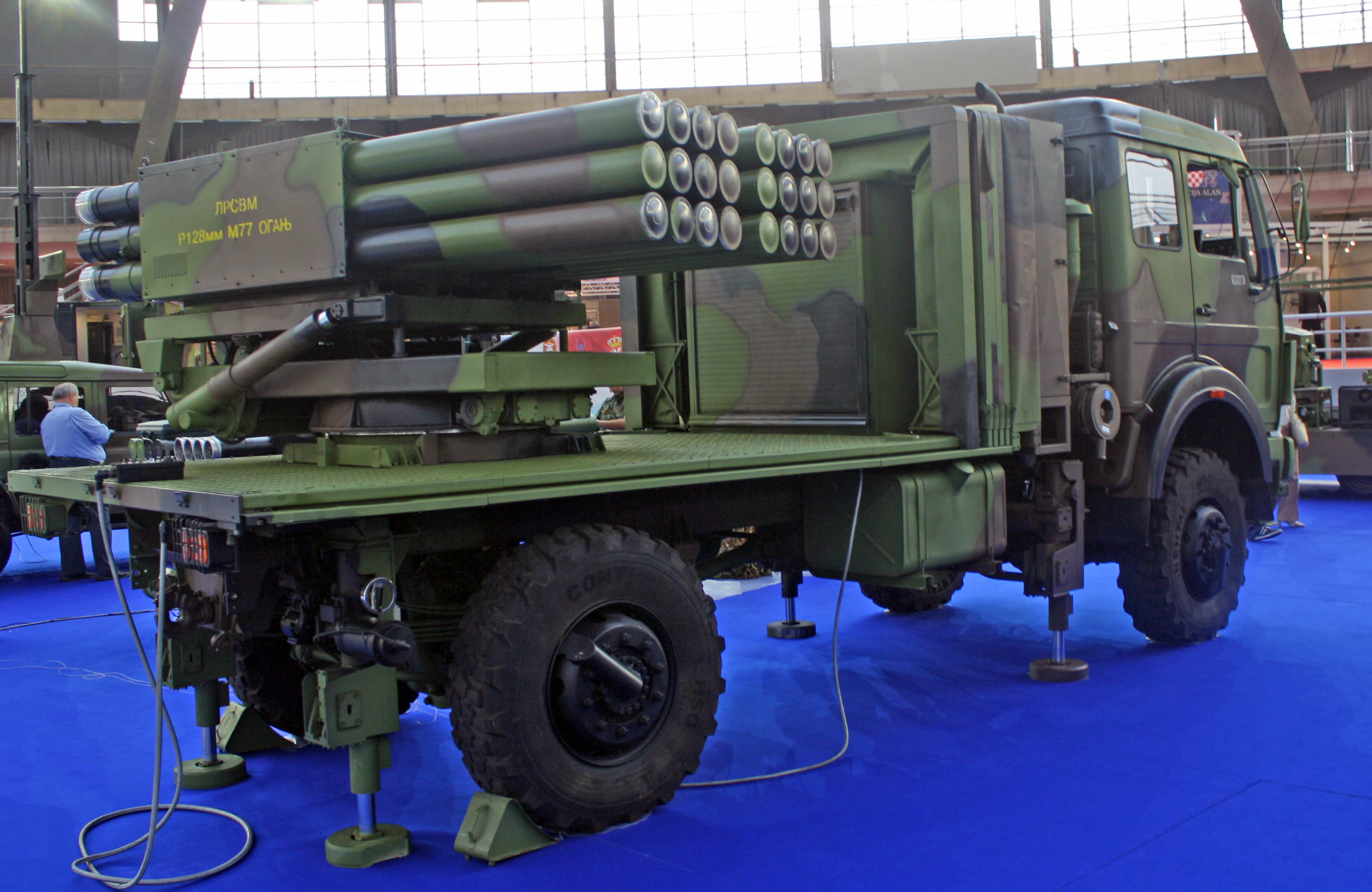
Srbský LRSVM Morava
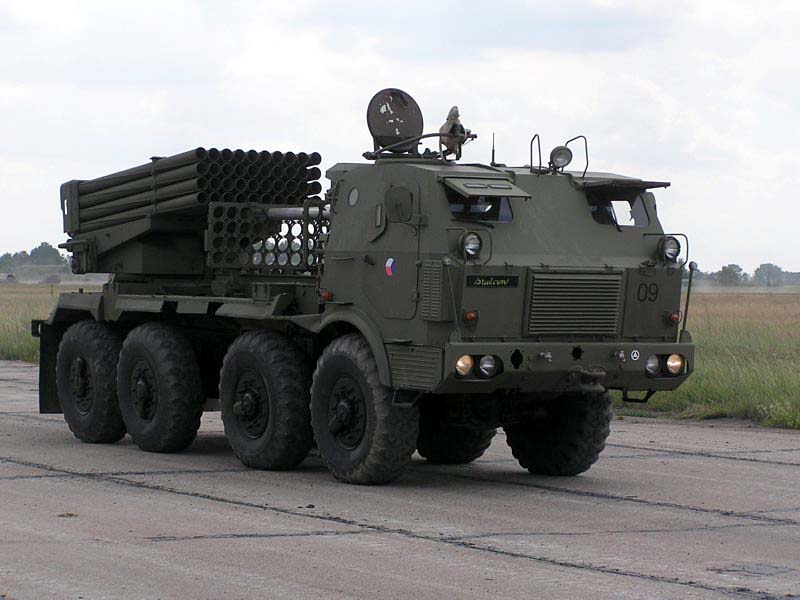
Československá verze RM-70
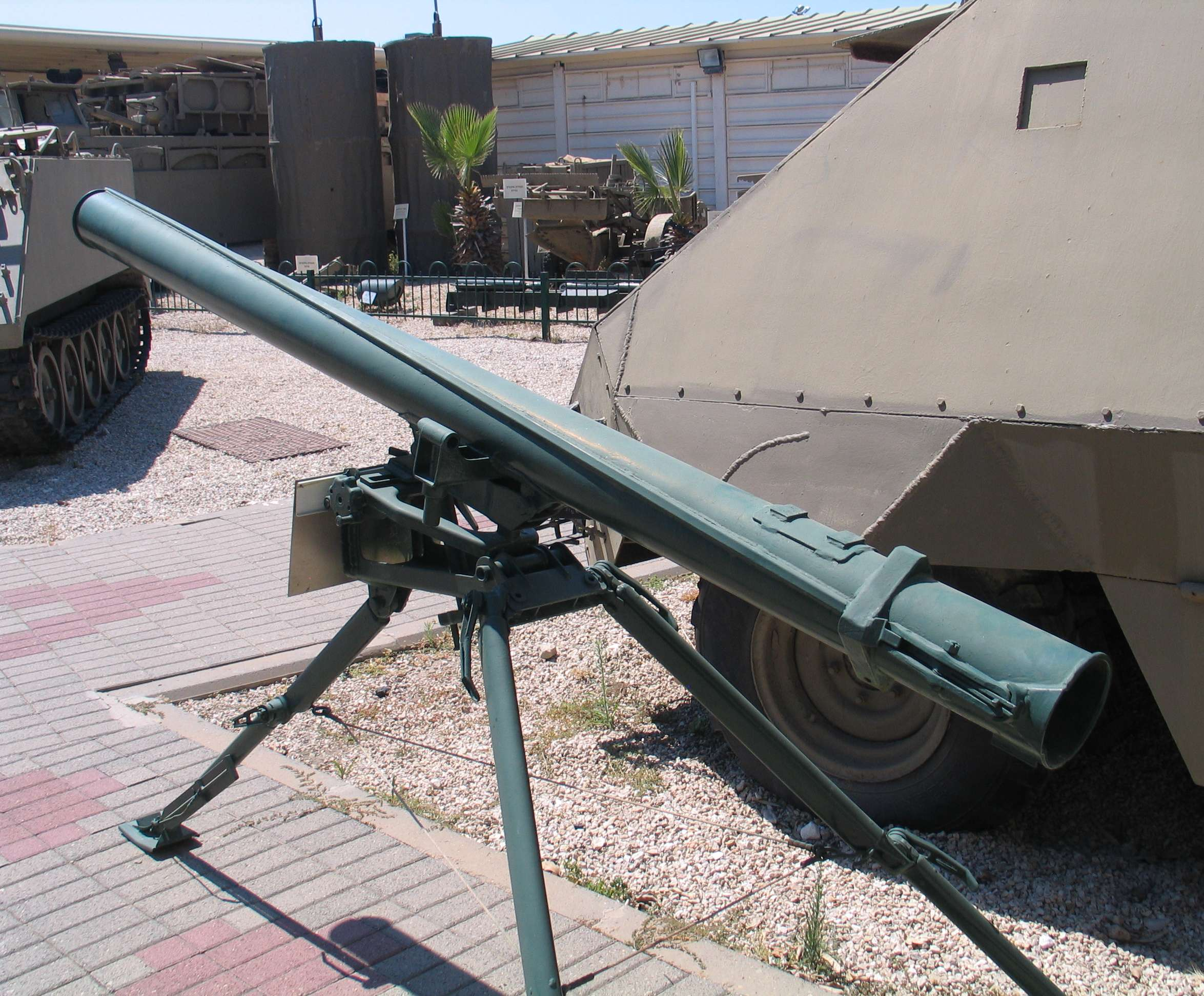
Jednohlavňový Grad-P